# Półka teoretyczna
Półka teoretyczna (stopień teoretyczny) – hipotetyczna przestrzeń takich instalacji, jak np. kolumny rektyfikacyjne, chromatograficzne, ekstrakcyjne, adsorpcyjne lub absorpcyjne, która charakteryzuje się określonym stanem równowagi termodynamicznej, ustalonym między fazami (np. ciecz i para, gaz i faza stała, dwie nie mieszające się ciecze).
W przypadku równowag ciecz–para rzeczywistym odpowiednikiem tej hipotetycznej przestrzeni jest pojedyncze urządzenie do destylacji równowagowej. Odpowiednikiem kolumny z umownie wyodrębnionymi stopniami, na których dochodzi do równowagi, jest zestaw destylatorów, stosowany w czasie destylacji wielostopniowej lub półkowa kolumna rektyfikacyjna (źródłosłów „półki teoretycznej”).
Wielkość półki teoretycznej różnych kolumn, w tym kolumn z wypełnieniem, wyraża się najczęściej w jednostkach wysokości. Stosowane jest pojęcie wysokości równoważnej półce teoretycznej {\displaystyle WRPT.} Sprawność aparatu wyraża się podając liczbę półek teoretycznych w kolumnie, czyli iloraz jej wysokości przez {\displaystyle WRPT.}
Określana sprawność dotyczy procesów wymiany masy między dwoma kontaktującymi się ośrodkami (przepływ przeciwprądowy lub przepływ fazy ruchomej nad powierzchnią fazy nieruchomej). Między oboma ośrodkami zachodzi wymiana składników, powodująca ciągłe zmiany składu obu faz w kierunku stanu równowagi. W warunkach rzeczywistych równowaga nie jest osiągana w żadnym z fragmentów kolumny, ponieważ prędkość dyfuzji cząsteczek w obu ośrodkach do granicy faz oraz ich przenikania przez tę granicę jest zwykle bardzo mała. Osiągnięcie równowagi wymagałoby nieskończenie powolnego przemieszczania się faz względem siebie. Definiując pojęcie „półki teoretycznej” problemów związanych z szybkością procesów nie uwzględniono.

## Półka teoretyczna kolumny rektyfikacyjnej

Półki teoretyczne kolumny rektyfikacyjnej
S – surówka, W – ciecz wyczerpana, D – destylat

Pojęcie półki teoretycznej bliżej ilustruje przykład procesu rektyfikacji mieszaniny zeotropowej AB. Termodynamiczną równowagę ciecz–para w warunkach stałego ciśnienia przedstawia się na wykresach zależności temperatury wrzenia i skraplania od składu mieszaniny AB. Kształt tzw. „rybki” zależy od wielkości odchyleń od prawa Raoulta, występujących w mieszaninie.
Skład cieczy i pary w stanie równowagi w stałej temperaturze Tn (hipotetyczna półka {\displaystyle n}) wskazują punkty przecięcia izotermy z górną i dolną granicą obszaru współistnienia cieczy i pary.
Za poziom Tn-1, odpowiadający kolejnej półce teoretycznej (położonej bliżej kotła), uznaje się taką temperaturę, w której ciecz poziomu {\displaystyle n} całkowicie odparowuje. Tę temperaturę wskazuje punkt przecięcia linii składu cieczy {\displaystyle n} z linią pary nasyconej (górna granica „rybki”). Analogicznie wyznacza się temperaturę na półce teoretycznej {\displaystyle n+1.} Znajduje się punkt przecięcia linii składu pary {\displaystyle n} z linią temperatur wrzenia (dolna granica „rybki”), czyli temperaturę, w której cała ilość pary {\displaystyle n} skrapla się.
Fizyczna wysokość rzeczywistej kolumny rektyfikacyjnej z wypełnieniem, równoważna tak zdefiniowanym półkom teoretycznym, jest zależna od wielu czynników, w tym od fizykochemicznych właściwości rozdzielanego roztworu, kształtu elementów wypełnienia, stosunku wymiarów wypełnienia do średnicy kolumny, prędkości przepływu faz. Liczbową wartość {\displaystyle WRPT} wyznacza się doświadczalnie dla określonej rzeczywistej kolumny i określonych warunków jej pracy. W kolumnie przeprowadza się destylację roztworu testowego. Wyniki oznaczeń wielkości i składu strumieni destylatu i cieczy wyczerpanej umożliwiają obliczenie rzeczywistej liczby półek teoretycznych w całej kolumnie (np. metodą Mc Cabe’a i Thielego), a następnie – wysokości równoważnej jednej półce (iloraz wysokości kolumny przez liczbę półek).

## Półka teoretyczna kolumny chromatograficznej

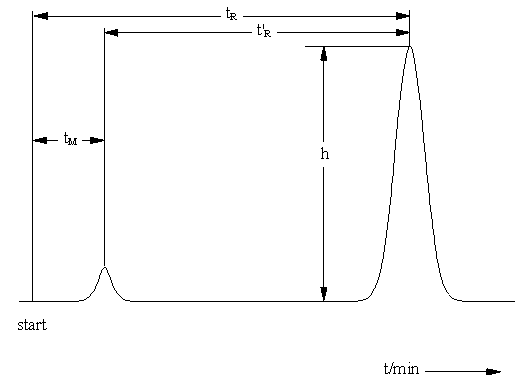
Czas retencji i poprawiony czas retencji z kolumny chromatograficznej
t_{M} – czas retencji związków nie zatrzymywanych w kolumnie

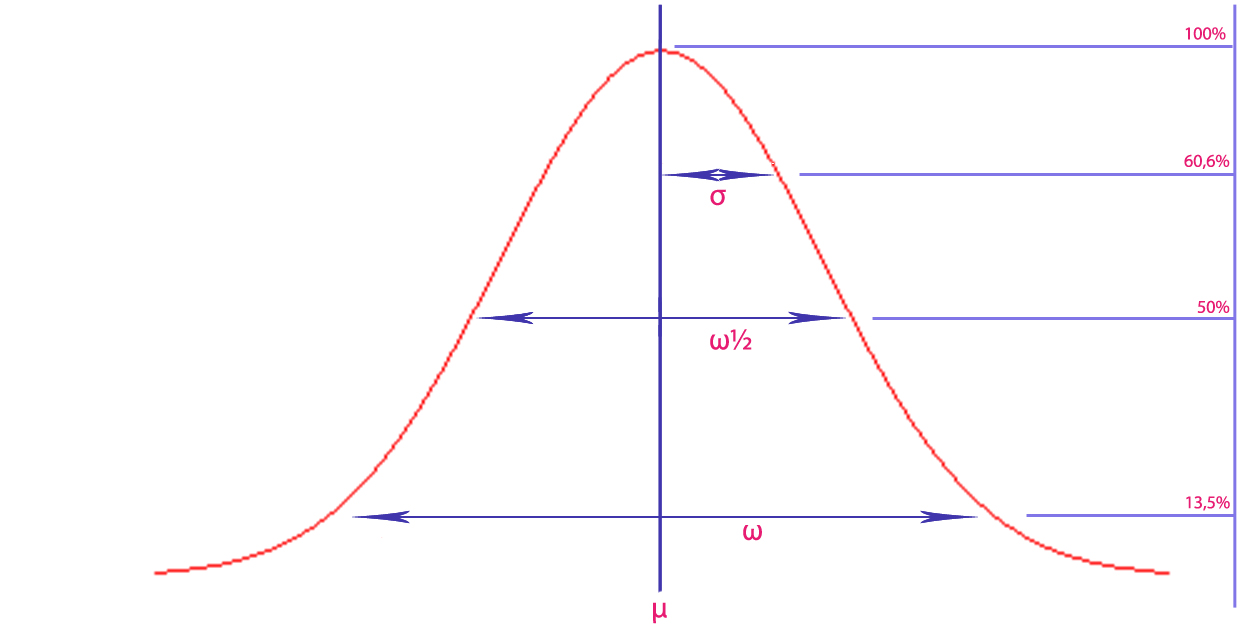
Sposób określania W_{1/2} i innych charakterystycznych wymiarów piku GC

W chromatografii gazowej wysokość równoważna półce teoretycznej {\displaystyle WRPT} decyduje o szerokości piku chromatograficznego. Wartość {\displaystyle WRPT} jest zależna m.in. od średniej liniowej prędkości przepływu fazy ruchomej {\displaystyle u.} Zależność {\displaystyle WRPT} od {\displaystyle u} opisuje równanie van Deemtera, które wskazuje możliwość wybrania optymalnej wartości {\displaystyle u} (najmniejsza wartość {\displaystyle WRTP,} największa sprawność kolumny).
W praktyce liczbę półek teoretycznych wyznacza się zwykle na podstawie czasu retencji {\displaystyle t_{R}} i szerokości wymywanego pasma analitu (np. szerokości piku w połowie wysokości, W1/2).
{\displaystyle N=8\ln(2)\cdot \left({\frac {t_{R}}{W_{1/2}}}\right)^{2}.}
Rzeczywista wartość {\displaystyle WRPT} jest ilorazem fizycznej długości kolumny (L) przez liczbę półek:
{\displaystyle WRPT=H={\frac {L}{N}}.}